# 八元神

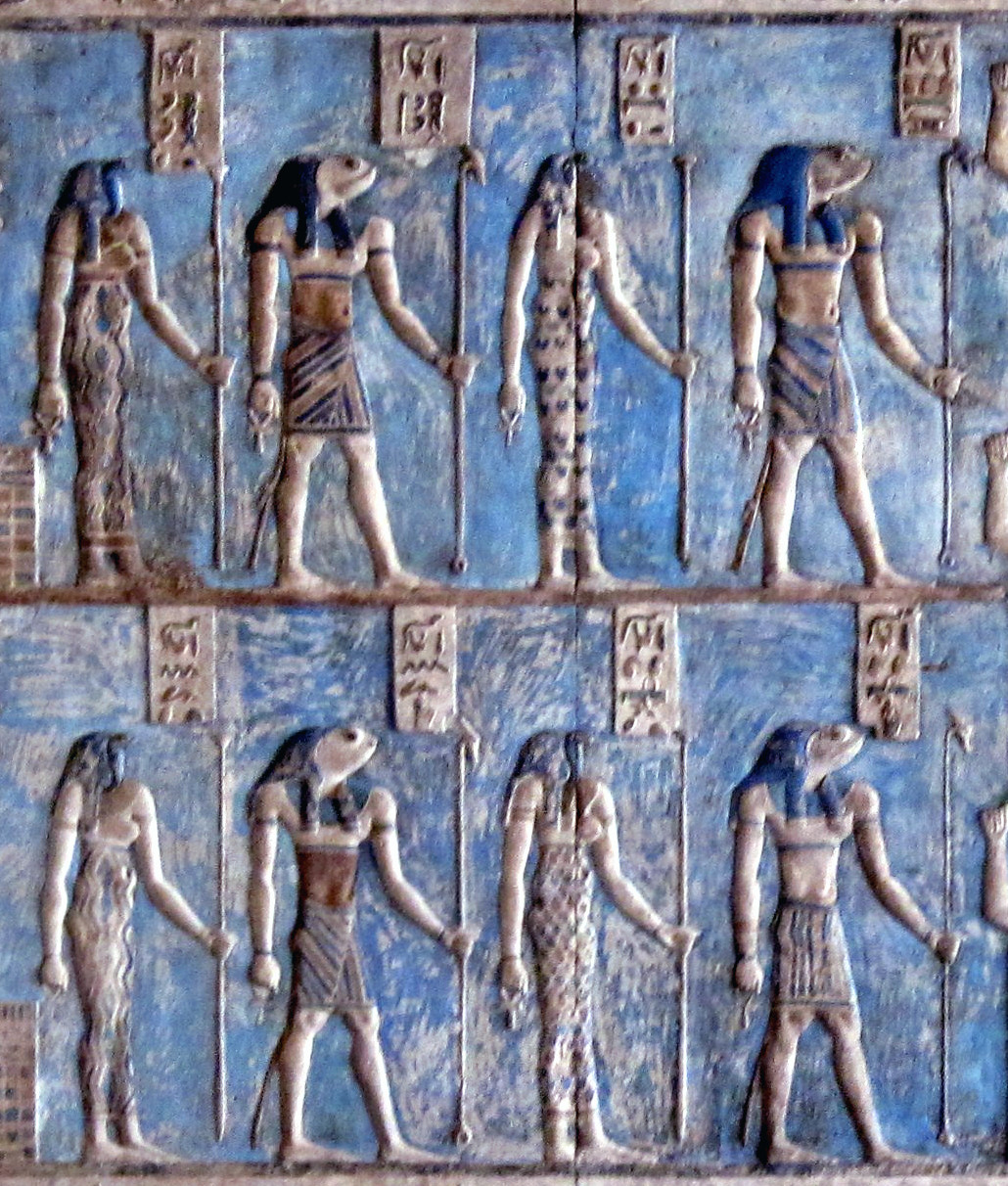
丹达腊哈索尔神庙中代表了赫尔莫波利斯八元神的浮雕。

八元神，也翻譯做八神會。在埃及神话中，“赫麦努”（希腊文“Ogdoad”，意为“八”）是第三至第六王朝的古王国时期，即公元前2686年公元前2134年，在赫尔莫波利斯供奉的八位元神。圣体文名：
| Z1 · Z1 · Z1 · Z1 · Z1 · Z1 · Z1 · Z1 | M17 | M17 | G43 | G40 | Z3 |

八元神这个概念也出现在早期基督教时代的诺斯教派体系中，并被神学家华伦提努於公元160进行了进一步的发展。

## 四对雌雄神
在埃及神话中，这八位神被设置为四对雌雄神：
1. 纳乌涅特（Naunet）和 努恩（Nun）、
2. 阿玛乌涅特（Amaunet）和 阿蒙（Amun）、
3. 卡乌凯特（Kauket）和 库克（英语：Kek (mythology)）（Kuk）、
4. 哈乌赫特（Hauhet）和 胡（英语：Heh (god)）（Huh）。

女性神均与蛇有关，都长着蛇头；而男性神均与青蛙有关，都长有青蛙头。 除性别外，在每一对中，男女神间的区别极小；事实上，女神的名字仅仅只是男神名的女性格式，反之亦然。
从本质上讲，每对男女神分别代表了四种概念之一，即
1. 自然水或原初水（纳乌涅特 和 努恩），
2. 空气或隐蔽或虛無（阿玛乌涅特 和 阿蒙），
3. 黑暗（卡乌凯特 和 库克（英语：Kek (mythology)））、
4. 永恆不滅或无限空间（哈乌赫特 和 胡（英语：Heh (god)））。

他们总是一起代表了四种宇宙开始时的原初、基本状态的概念。在神话中，他们相互作用最终是不平衡的，结果导致一个新物体的产生。当物体打开时，里面出现了火热的太阳-拉(Ra)。经过一段很长时间的间隔后，拉连同另外的神，创造了其它的一切。

## 孕含拉的物体
传说孕含拉的物体主要有二种：

### 蛋的传说
在一种神话版本中，该物体产生于水中的土丘里。神话中，一只天鸟将一颗蛋下在了土堆上，蛋中孕含了拉。在一些变体传说中，该颗蛋是宇宙鹅所下。但也有人说它是来自托特的礼物，一只朱鹭所下的蛋。

### 莲花传说
后来，当阿图姆与拉混同合并为“阿图姆-拉”时，有关九柱神宇宙起源中的阿图姆现身于（蓝）莲中的信仰被接受，并与拉连接到一起。据说该朵莲花是在一次水的爆炸中形成的，它漂浮在水面上，慢慢展开花瓣，里面露了圣甲虫-赫普尔（Khepri），拉的另一面，代表早晨初升的太阳，并立刻变成了一位哭泣的男孩 - 涅斐尔图姆（Nefertum），他的眼泪形成了大地上的生物。

## 象形文名
八位神的象形文名:
| W24 · W24 · W24 · N1 | n · n · n | A40 |    | W24 · W24 · W24 · N1 | n · n · n | t · H8 | B1 |
努恩 和 纳乌涅特
| V28 | V28 | C11 | A40 |      | V28 | V28 | C11 | t · H8 | B1 |
胡 和 哈乌赫特
| k · k | G43 | A40 |      | k · k | G43 | t · H8 | B1 |
库克 和 卡乌凯特
| i | mn · n | A40 |      | i | mn · n | t · H8 | B1 |
阿蒙 和 阿玛乌涅特